# Zhangwei Xinhe
Zhangwei Xinhe är ett vattendrag i Kina. Det ligger i den östra delen av landet, 220 km sydost om huvudstaden Peking.